# Dave Matthews Band
Die Dave Matthews Band ist eine US-amerikanische Rockband. Sie wurde von dem in Südafrika geborenen amerikanischen Sänger, Gitarristen und Songwriter David John Matthews Anfang 1991 in Charlottesville, Virginia gegründet.

## Bandgeschichte
Matthews gründete die Band zusammen mit Schlagzeuger Carter Beauford, Bassist Stefan Lessard, Saxophonist LeRoi Moore, Violinist Boyd Tinsley und Keyboarder Peter Griesar. Letzterer verließ die Band jedoch schon Anfang 1993. Von 1997 bis 2008 wurde das Keyboard von Butch Taylor als dauerhaftem Gast besetzt. Dieser wiederum verließ die Band im Jahr 2008 unmittelbar vor Tourneestart. Saxophonist LeRoi Moore starb unerwartet am 19. August 2008 an den Folgen eines Quad-Unfalls am 30. Juni 2008. Violinist Tinsley wurde Anfang 2018 zunächst beurlaubt und nach Vorwürfen sexueller Belästigung fristlos gekündigt. Ebenfalls im Jahr 2018 wurde Buddy Strong als Keyboarder in die Band aufgenommen.
Der Stil der Band ist geprägt durch die recht unorthodoxe Besetzung (akustische Gitarre, Bass, Schlagzeug, Keyboards, Saxophon, Geige) und den daraus resultierenden Sound. Mit ihrer Mixtur aus Rock, Pop, Jazz, Folk und Funk verschafften sie sich schnell einen guten Ruf in der lokalen Jamrock-Musikszene. Dementsprechend groß ist die Anzahl an prominenten Gastmusikern, die während der ausgedehnten Live-Tourneen immer wieder die Band bei einzelnen Stücken begleiten und den Stücken neue Interpretationen geben: so z. B. Neil Young, Warren Haynes, Carlos Santana, Béla Fleck, Phish, Ziggy Marley oder John Mayer, um nur wenige zu nennen. Bei der Sommertour 2008 waren Tim Reynolds an der E-Gitarre und bereits seit 2005 Rashawn Ross dauerhaft vertreten. Außerdem wurde LeRoi Moore vorerst durch den Saxophonisten Jeff Coffin ersetzt, einen langjährigen Freund aus der Band Béla Fleck and the Flecktones.
Als Gastsängerin bei dem Studioalbum Before These Crowded Streets (1998) ist in den Liedern Don't Drink the Water und Spoon Alanis Morissette zu hören, im Video zu Dream Girl aus Stand Up (2005) spielt Julia Roberts die weibliche Hauptrolle und in dem Lied What Would You Say aus dem Album Under the Table and Dreaming (1994) spielt der amerikanische Bluesmusiker John Popper Mundharmonika.
1993 erschien das Debüt-Livealbum Remember Two Things. Bis 2005 verkaufte die Band allein in den USA über 35 Millionen Studio-Alben (die zahllosen Live-Alben sind hierbei noch nicht mitgezählt), der große Erfolg in Europa blieb jedoch aus.
Die Dave Matthews Band, „America's biggest band“ und ständig in der Top-10-Liste der „top grossing tours“ (profitabelsten Tourneen; im Jahr 2000 waren sie sogar die kommerziell erfolgreichste Live-Band), hat einen guten Ruf als Live-Act und füllt in den USA regelmäßig Hallen und Stadien (2003 sogar den Great Lawn im Central Park mit nahezu 120.000 Zuschauern).
Im Jahr 2007 war die Dave Matthews Band nach fast neun Jahren wieder in Europa unterwegs. Im Sommer 2009 gab die Band diverse Konzerte in Europa, allerdings keines davon in Deutschland. Im Februar/März 2010 tourte die Band wieder durch Europa. In London fand am 6. März das größte Konzert (o2-Millennium-Dome) statt, in Deutschland spielte die Band in Hamburg, Berlin, Köln, Frankfurt und München. 
Nach der Ankündigung, nach 20 Jahren zum ersten Mal nicht dauerhaft auf Tour zu gehen, spielte die Band im Jahr 2011 trotzdem einige Konzerte unter dem Motto Dave Matthews Band Caravan.
Nach einer weiteren Europa-Tour im Jahr 2015 standen im Jahr 2019 Konzerte in Deutschland, Dänemark, England, Frankreich, Holland, Italien, Norwegen, Polen, Schweden und Tschechien auf dem Plan.
Die Band gab diverse Benefiz- und Unterstützungskonzerte, zum Beispiel anlässlich des Hurrikan Katrina (2005), des Amoklaufs an der Virginia Tech (2007), der Öl-Proteste bei Standing Rock (2017) sowie der rechtsextremen Demonstrationen in Charlottesville (2017). 
Im Juni 2016 unterstützte die Band den Wahlkampf von Bernie Sanders bei den Vorwahlen in Kalifornien.

## Diskografie
Studioalben

| Jahr | Titel                           | Höchstplatzierung, Gesamtwochen, AuszeichnungChartplatzierungen (Jahr, Titel, Platzierungen, Wochen, Auszeichnungen, Anmerkungen) | Höchstplatzierung, Gesamtwochen, AuszeichnungChartplatzierungen (Jahr, Titel, Platzierungen, Wochen, Auszeichnungen, Anmerkungen) | Höchstplatzierung, Gesamtwochen, AuszeichnungChartplatzierungen (Jahr, Titel, Platzierungen, Wochen, Auszeichnungen, Anmerkungen) | Höchstplatzierung, Gesamtwochen, AuszeichnungChartplatzierungen (Jahr, Titel, Platzierungen, Wochen, Auszeichnungen, Anmerkungen) | Höchstplatzierung, Gesamtwochen, AuszeichnungChartplatzierungen (Jahr, Titel, Platzierungen, Wochen, Auszeichnungen, Anmerkungen) | Anmerkungen                              |
| Jahr | Titel                           | DE | AT | CH | UK | US | Anmerkungen                              |
| ---- | ------------------------------- | --- | --- | --- | --- | --- | ---------------------------------------- |
| 1994 | Under the Table and Dreaming    | — | — | — | — | US11 ×6Sechsfachplatin · (117 Wo.)US                                                                                              | Erstveröffentlichung: 27. September 1994 |
| 1996 | Crash                           | — | — | — | — | US2 ×7Siebenfachplatin · (104 Wo.)US                                                                                              | Erstveröffentlichung: 30. April 1996     |
| 1998 | Before These Crowded Streets    | — | — | — | — | US1 ×4Vierfachplatin · (90 Wo.)US                                                                                                 | Erstveröffentlichung: 28. April 1998     |
| 2001 | Everyday                        | DE97 (1 Wo.)DE | — | — | UK89 Silber · (2 Wo.)UK | US1 ×3Dreifachplatin · (86 Wo.)US                                                                                                 | Erstveröffentlichung: 27. Februar 2001   |
| 2002 | Busted Stuff                    | — | — | — | — | US1 ×2Doppelplatin · (37 Wo.)US                                                                                                   | Erstveröffentlichung: 16. Juli 2002      |
| 2005 | Stand Up                        | — | — | — | — | US1 Platin · (25 Wo.)US | Erstveröffentlichung: 10. Mai 2005       |
| 2009 | Big Whiskey & the Groogrux King | DE74 (1 Wo.)DE | — | — | UK59 (1 Wo.)UK | US1 Platin · (43 Wo.)US | Erstveröffentlichung: 2. Juni 2009       |
| 2012 | Away from the World             | — | — | — | — | US1 Gold · (19 Wo.)US | Erstveröffentlichung: 11. September 2012 |
| 2018 | Come Tomorrow                   | — | — | CH92 (1 Wo.)CH | — | US1 (7 Wo.)US | Erstveröffentlichung: 8. Juni 2018       |
| 2023 | Walk Around the Moon            | — | — | CH98 (1 Wo.)CH | — | US5 (1 Wo.)US | Erstveröffentlichung: 19. Mai 2023       |